# Lago del Senaiga
Il lago del Senàiga (o più semplicemente, lago Senàiga) è un bacino artificiale realizzato per lo sfruttamento idroelettrico delle acque dell'omonimo torrente, uno dei principali affluenti del Cismon. Esso è situato nel territorio comunale di Lamon, nella estremità sudoccidentale della provincia di Belluno.
La diga, di tipo a cupola, è alta 68 m e fu completata nel 1954.
A seguito della costruzione della diga e del riempimento del bacino venne allagata la strada che collegava le frazioni Ronche e Piei ,situate sul versante sinistro del torrente Senaiga  ai pascoli dela località Prese nel versante destro del torrente.
Per permettere nuovamente agli abitanti delle frazioni di raggiungere le Prese per i lavori boschivi e per la fienagione venne costruita una spettacolare passerella in metallo.
La passerella tuttora è visitata come attrazione turistica da centinaia di persone all'anno.

## Dati tecnici
- Superficie 0,3 km²
- Superficie del bacino imbrifero 58 km²
- Altitudine alla massima regolazione 402 m s.l.m.
- Altitudine al massimo invaso 402 m s.l.m.
- Quota massima del bacino imbrifero 2066 m s.l.m.
- Profondità massima 61 m
- Volume 6,95 milioni di m³[2]

## Galleria d'immagini

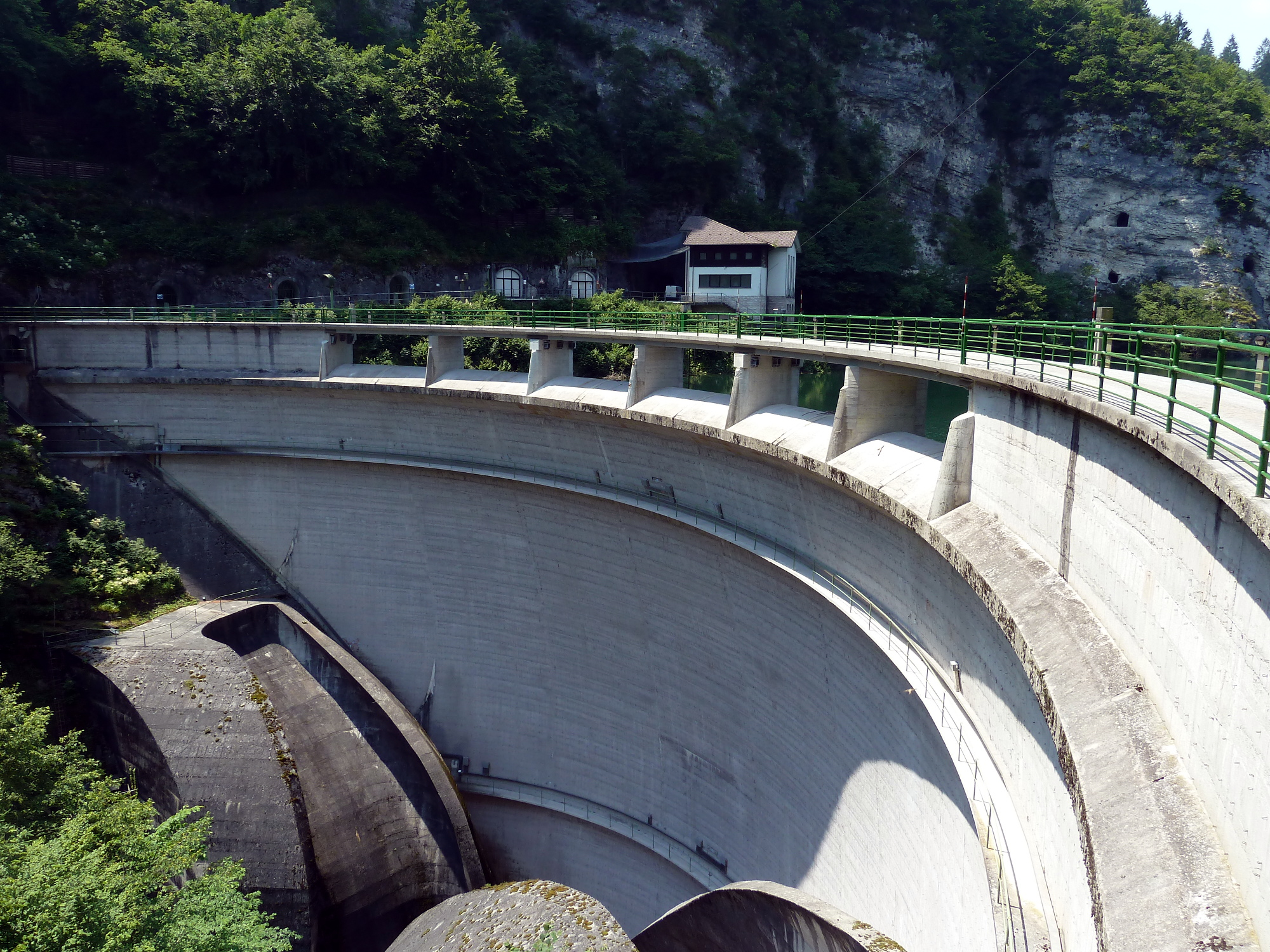
Lo sbarramento artificiale del lago.
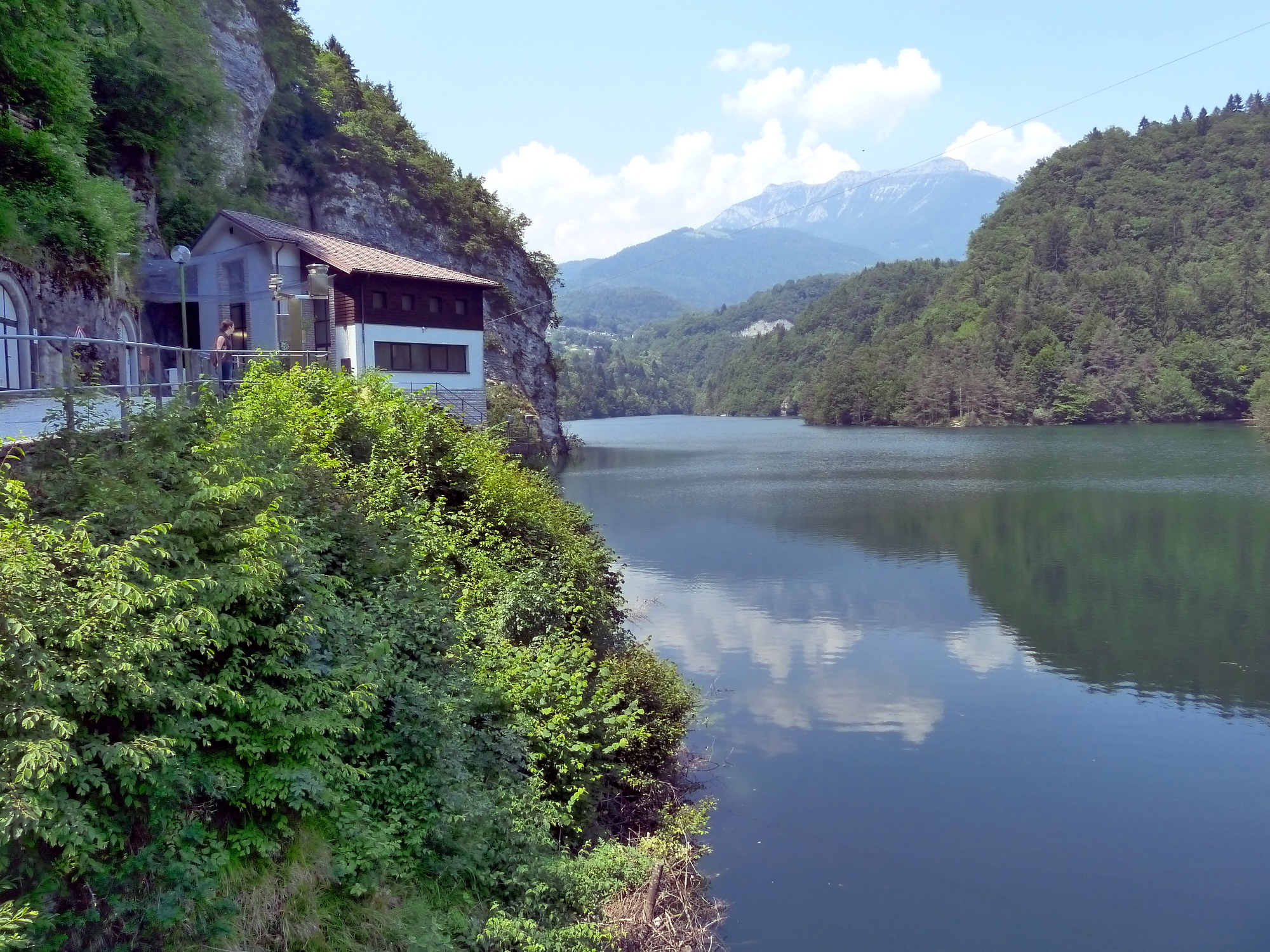
Lago del Senaiga, cabina di comando Enel. Sullo sfondo il monte Coppolo.